# Юля (приток Саракокши)
Юля — река в России, протекает по Чойскому району Республики Алтай. Устье реки находится в 20 км по правому берегу реки Саракокша. Длина реки составляет 20 км.

## Данные водного реестра
По данным государственного водного реестра России относится к Верхнеобскому бассейновому округу, водохозяйственный участок реки — Бия, речной подбассейн реки — Бия и Катунь. Речной бассейн реки — (Верхняя) Обь до впадения Иртыша.